# Temeni (Grecia)
Temeni  este un oraș în Grecia în prefectura Ahaia.